# Ulmeritoides acosa
Ulmeritoides acosa is een haft uit de familie Leptophlebiidae. De wetenschappelijke naam van de soort is voor het eerst geldig gepubliceerd in 2005 door Avila & Flowers.
De soort komt voor in het Neotropisch gebied.